# Euphyia hydriata
Euphyia hydriata là một loài bướm đêm trong họ Geometridae.